# Diocesi di Koforidua
La diocesi di Koforidua (in latino Dioecesis Koforiduana) è una sede della Chiesa cattolica in Ghana suffraganea dell'arcidiocesi di Accra. Nel 2021 contava 262.247 battezzati su 2.672.740 abitanti. È retta dal vescovo Joseph Kwaku Afrifah-Agyekum.

## Territorio
La diocesi comprende la regione Orientale in Ghana, ad eccezione del distretto di Afram Plains.
Sede vescovile è la città di Koforidua, dove si trova la cattedrale di San Giorgio.
Il territorio si estende su 18.600 km² ed è suddiviso in 24 parrocchie.

## Storia
La diocesi è stata eretta il 6 luglio 1992 con la bolla Quod iusta di papa Giovanni Paolo II, ricavandone il territorio dalla diocesi di Accra, contestualmente elevata al rango di sede metropolitana, di cui la nuova diocesi è divenuta suffraganea.
Il 12 giugno 2007 ha ceduto una porzione del suo territorio a vantaggio dell'erezione della prefettura apostolica di Donkorkrom (oggi vicariato apostolico).

## Cronotassi dei vescovi
Si omettono i periodi di sede vacante non superiori ai 2 anni o non storicamente accertati.
- Gabriel Charles Palmer-Buckle (6 luglio 1992 - 30 marzo 2005 nominato arcivescovo di Accra)
- Joseph Kwaku Afrifah-Agyekum, dal 12 aprile 2006

## Statistiche
La diocesi nel 2021 su una popolazione di 2.672.740 persone contava 262.247 battezzati, corrispondenti al 9,8% del totale.
| anno | popolazione | popolazione | popolazione | presbiteri | presbiteri | presbiteri | presbiteri                | diaconi | religiosi | religiosi | parrocchie |
| anno | battezzati  | totale      | %           | numero     | secolari   | regolari   | battezzati per presbitero | diaconi | uomini    | donne     | parrocchie |
| ---- | ----------- | ----------- | ----------- | ---------- | ---------- | ---------- | ------------------------- | ------- | --------- | --------- | ---------- |
| 1999 | 200.000     | 2.500.000   | 8,0         | 46         | 27         | 19         | 4.347                     |         | 27        | 92        | 28         |
| 2000 | 200.000     | 2.500.000   | 8,0         | 49         | 29         | 20         | 4.081                     |         | 28        | 94        | 29         |
| 2001 | 200.000     | 2.500.000   | 8,0         | 59         | 31         | 28         | 3.389                     |         | 43        | 94        | 28         |
| 2002 | 280.000     | 2.800.000   | 10,0        | 60         | 35         | 25         | 4.666                     |         | 37        | 95        | 25         |
| 2003 | 201.335     | 2.100.000   | 9,6         | 67         | 45         | 22         | 3.005                     |         | 39        | 78        | 29         |
| 2004 | 201.335     | 2.100.000   | 9,6         | 74         | 52         | 22         | 2.720                     |         | 39        | 73        | 29         |
| 2006 | 210.000     | 2.193.000   | 9,6         | 61         | 39         | 22         | 3.442                     |         | 50        | 75        | 21         |
| 2013 | 224.202     | 2.551.000   | 8,8         | 71         | 57         | 14         | 3.157                     |         | 48        | 78        | 24         |
| 2016 | 226.725     | 2.388.900   | 9,5         | 77         | 61         | 16         | 2.944                     |         | 49        | 83        | 24         |
| 2019 | 259.654     | 2.557.650   | 10,2        | 93         | 77         | 16         | 2.791                     |         | 48        | 81        | 24         |
| 2021 | 262.247     | 2.672.740   | 9,8         | 96         | 82         | 14         | 2.731                     |         | 50        | 51        | 24         |